# Maristengymnasium Fürstenzell
Das Maristengymnasium Fürstenzell (kurz MGF) in Fürstenzell ist eine staatlich anerkannte Privatschule in der Trägerschaft der Maristenschulstiftung. Oberstes Bildungsziel ist der mündige Christ und Staatsbürger.
Es ist eines von vier Gymnasien im Landkreis Passau und wurde 1948 durch die Maristen im Kloster Fürstenzell gegründet.

## Lehrangebot
Das Gymnasium bietet drei verschiedene Zweige:
- Sprachlicher Zweig: Latein ab Jahrgangsstufe 5, Englisch ab Jahrgangsstufe 6 und Französisch ab Jahrgangsstufe 8
- Humanistischer Zweig: Latein ab Jahrgangsstufe 5, Englisch ab Jahrgangsstufe 6 und Griechisch ab Jahrgangsstufe 8
- Wirtschafts- und sozialwissenschaftlicher Zweig: Englisch ab Jahrgangsstufe 5, Latein oder Französisch ab Jahrgangsstufe 6 und Wirtschaft/Recht ab Jahrgangsstufe 8.

Im Bereich der Wahl- bzw. Neigungsgruppen bestehen zahlreiche Angebote.

## Partnerschulen
Das Gymnasium ist mit europäischen Schulen und Erziehungseinrichtungen vernetzt. Es führt Austauschprogramme für Schüler mit folgenden Schulen durch:
- Spanien: Colegio San Pedro Chanel Malgrat de Mar
- Irland: St Mary’s College in Dundalk
- Frankreich: Cours Fénelon in Toulon
- USA: Marist School in Atlanta

## Bekannte ehemalige Schüler
- Ottfried Fischer (* 1953), Schauspieler und Kabarettist
- Florian Hartleb, Politikwissenschaftler
- Urban Mangold, bayerischer Politiker
- Helmut Winklhofer, Fußballspieler
- Roman Pletter, Journalist